# Honungsblomster
Honungsblomster (Herminium monorchis) är en växtart i familjen orkidéer.
Den är den mest sällsynta orkidén i Södermanlands län, förekommer sporadiskt upp till Dalarna, men är ganska vanlig i Eurasien. På Gotland, där den är mindre sällsynt än i övriga Sverige, kallas den lokalt desmansknopp. Honungsblomster växer i fuktig kalkhaltig jord, företrädesvis i ängsområden eller annan gräsmark. Växten blir mellan 10 och 20 centimeter hög, och har fått sitt svenska namn efter sina doftande blommor som kommer i juni-juli; dessa växer på stjälkar, är små och samlade i ax och är gulgröna till färgen. Vid stjälkens rot växer ett par stora, långsmala blad, och enstaka små blad kommer längre upp på blomstjälken. Den har rotknöl, vilket givit den dess latinska namn monorchis, "ensam testikel".

## Källhänvisning
1. ↑  ”Rödlistning 2020 av honungsblomster”. Artfakta. SLU Artdatabanken. https://artfakta.se/naturvard/taxon/Herminium-monorchis-770. Läst 19 mars 2022.
2. ↑  Pertti Uotila (2019). ”Finsk rödlistning av honungsblomster – Herminium monorchis” (på svenska/finska). Finlands Artdatacenter. https://laji.fi/sv/taxon/MX.40047. Läst 22 mars 2022.
3. ↑  ”Arkiverade kopian”. Arkiverad från originalet den 25 maj 2012. https://archive.is/20120525170023/http://www.lst.se/sodermanland/amnen/Naturvard/fridlysta_djur_och_vaxter/fridlysta_karlvaxter.htm. Läst 16 april 2009.